# Cadosia Creek
Cadosia Creek – rzeka w Stanach Zjednoczonych, w stanie Nowy Jork, w hrabstwie Delaware. Długość cieku nie została określona, natomiast powierzchnia zlewni wynosi 47 km². Rzeka jest jednym z dopływów East Branch Delaware River, wpływa do tejże w miejscowości Hancock.

## Dopływy

### Lewostronne
- Al Fisher Brook
- Snake Creek

### Prawostronne
- Coon Hill Brook